# Flirt (film, 1995)
Flirt je koprodukční hraný film z roku 1995, který režíroval Hal Hartley podle vlastního scénáře. Film zachycuje tři příběhy, které se odehrávají v různém čase na různých místech se stejnými dialogy. Snímek měl světovou premiéru na Mezinárodním filmovém festivalu v Torontu 14. září 1995.

## Děj
V New Yorku se Bill nemůže rozhodnout, zda má jeho vztah s Emily budoucnost, když ta teď odlétá do Paříže. Poté se v kavárně pokouší zadržet Waltera, rozzlobeného manžela ženy, o které si Walter myslí, že je zamilovaná do Billa. Bill je postřelen a skončí v nemocnici. V Berlíně má Dwight podobnou zkušenost se svým milencem, který odlétá do New Yorku, zatímco události, které postihnou herečku Miho v Tokiu, naberou ještě dramatičtější směr.

## Obsazení
| Bill Sage        | Bill     |
| Dwight Ewell     | Dwight   |
| Miho Nikaido     | Miho     |
| Parker Poseyová  | Emily    |
| Martin Donovan   | Walter   |
| Geno Lechner     | Greta    |
| Hal Hartley      | Hal      |
| Toshizo Fujiwara | Ozu      |
| Hannah Sullivan  | Margaret |
| Peter Fitz       | doktor   |
| Chikako Hara     | Yuki     |